# جو ما
جو ما (بالصينية: 馬偉豪) هو مخرج صيني، ولد في 21 فبراير 1964 في هونغ كونغ في الصين.

## وصلات خارجية
- جو ما على موقع IMDb (الإنجليزية)
- جو ما على موقع ألو سيني (الفرنسية)
- جو ما على موقع أول موفي (الإنجليزية)
- جو ما على موقع قاعدة بيانات الأفلام السويدية (السويدية)
- جو ما على موقع قاعدة بيانات الفيلم (الإنجليزية)
- جو ما على موقع كينوبويسك (الروسية)